# Bío-Bío TV
Bío-Bío TV (BBTV) es un canal de televisión chileno fundado por Bío-Bío Comunicaciones en 2012. Fue lanzado originalmente como un canal por internet, para posteriormente ser emitido a través de la televisión digital terrestre y diferentes operadores de TV paga.

## Historia
Bío-Bío TV comenzó sus emisiones a través de YouTube en 2012, y un año después, inauguró su página web. En febrero de 2015, el canal fue lanzado a través de la televisión digital terrestre en la ciudad de Santiago, a través del canal 39 de la banda UHF, -aunque luego fue trasladado al canal virtual 26.1-. Ese mismo año, empezó a transmitir en la TDT dentro del Gran Valparaíso, a través del canal 39 de la banda UHF, trasladado posteriormente al canal 26.
A pesar de esto, el canal no contaba con una programación definida y era únicamente una señal web de Radio Bío-Bío. En 2019, fueron lanzados los primeros programas propios de la señal.
En 2022, Bio Bio TV comenzó a extender su señal a diferentes ciudades del país; el 19 de enero, llega a la ciudad de Osorno, a través del canal 29 de la banda UHF; el 18 de abril llega a Temuco, en el canal 29 UHF, y en septiembre de 2022 llega a Los Ángeles, a través del canal 21.1

## Programación

### Programación actual
- Agenda propia: programa de análisis y debate de actualidad conducido por Nibaldo Mosciatti.
- Bío-Bío Cultura: programa de entrevistas conducido por Ezio Mosciatti. Se enfoca en temas de cultura internacional.
- Bío-Bío Deportes: programa radial sobre deportes.
- Comentarios Bío-Bío: comentarios editoriales del canal.
- Entrevistas Bío-Bío: programa de entrevistas.
- Eventos:: Miscelánea de programas de entrevistas y especiales producidos por el canal.
- Los Columnistas
- Radiograma: Edición del noticiero de Radio Bío-Bío, retransmitida por el canal.